# Sofía de Sajonia-Weissenfels
Sofía de Sajonia-Weissenfels (en alemán, Sophia von Sachsen-Weißenfels; Halle, 23 de junio de 1654-Zerbst, 31 de marzo de 1724) fue un miembro de la rama Albertina de la Casa de Wettin. Fue princesa de Sajonia-Weissenfels y Querfurt por nacimiento, y por matrimonio princesa de Anhalt-Zerbst.

## Familia
Sofía era la tercera hija del duque Augusto de Sajonia-Weissenfels y de su esposa, Ana María de Mecklemburgo-Schwerin, hija del duque Adolfo Federico I de Mecklemburgo-Schwerin. Fue nombrada en honor a su bisabuela paterna, Sofía de Brandeburgo, electora consorte de Sajonia.

## Matrimonio e hijos
Contrajo matrimonio el 18 de junio de 1676 en Halle con Carlos Guillermo, un hijo del príncipe Juan VI de Anhalt-Zerbst de su matrimonio con Sofía Augusta de Schleswig-Holstein-Gottorp. A diferencia de la mayoría de parejas reales de la época, Carlos Guillermo y Sofía compartían dormitorio en su nuevo palacio barroco. Esto sugiere que su matrimonio fue por amor.
Tuvieron los siguientes hijos:
- Juan Augusto (1677-1742), príncipe de Anhalt-Zerbst.
- Carlos Augusto (Zerbst, 2 de julio de 1678-ibidem, 1 de septiembre de 1693).
- Magdalena Augusta (1679-1740), desposó al duque Federico II de Sajonia-Gotha-Altemburgo.

## Muerte y entierro
Sofía murió a la edad de 69 años en sus habitaciones del Castillo de Zerbst y fue enterrada el 7 de junio de 1724 en la tumba principesca en la Iglesia de San Bartolomé en Zerbst. En 1899, el duque Federico I de Anhalt ordenó la implantación de una cripta principesca familiar en la iglesia del castillo de Zerbst. Después de la destrucción del castillo en 1945, los restos de los dañados ataúdes fueron transferidos de nuevo a la Iglesia de San Bartolomé.